# Whitchurch (Shropshire)
Whitchurch è un paese di 8 944 abitanti della contea dello Shropshire, in Inghilterra.
Qua nacque il militare Bernard Warburton-Lee.